# فريد (لاعب كرة قدم مواليد 1983)
فريديريكو شافيز غيديس (بالبرتغالية: Fred‏) الشهير باسم فريد (3 أكتوبر 1983 في تيوفيلو أوتوني) لاعب كرة قدم برازيلي يلعب حاليًا لصالح نادي الدرجة الأولى البرازيلي فلومينينسي، ولعب سابقًا مع البرازيل في مركز المهاجم.
سجل فريد أسرع هدف في تاريخ بطولة الدوري البرازيلي عندما كان يلعب في نادي أتلتيكو مينيرو في مرمى نادي فيلا نوفا في بطولة كأس ساو باولو للشباب حيث سجله بعد مرور 3.17 ثانية من بداية المباراة.

## المسيرة الرياضية

### ليون
انتقل فريد إلى نادي ليون الفرنسي قادما من نادي كروزيرو البرازيلي حيث سجل 34 هدف في 88 مباراة وساهم في الفوز ببطولة دوري الدرجة الأولى 3 مرات 2005-2006، 2006-2007، و2007-2008 وبطولة كأس فرنسا 2008. في 26 فبراير 2009 تم فسخ العقد بين الطرفين.

## فلوميننسي
بعد فسخ العقد عاد فريد إلى البرازيل وانضم إلى نادي فلوميننسي في عقد يمتد لخمس مواسم. سجل هدفيه الأول والثاني في مرمى نادي ماكاي في 15 مارس حيث انتهت المباراة بالفوز 3-1.

### منتخب البرازيل
شارك فريد في أول مباراة رسمية مع منتخب البرازيل في 27 أبريل 2005 أمام منتخب غواتيمالا وديا. بينما سجل هدفه الدولي الأول في 12 نوفمبر من نفس السنة في مرمى منتخب الإمارات وديا حيث سجل هدفين من أصل الثمانية أهداف التي سجلها منتخب البرازيل. تم استدعاء فريد للمشاركة في بطولة كأس العالم لكرة القدم 2006 التي أقيمت في ألمانيا حيث سجل هدفه الأول في البطولة في مرمى منتخب أستراليا حيث انتهت المباراة بالفوز 2-0 في 18 يونيو وهي المباراة الوحيدة التي لعب فيها. تم استدعاء فريد للمشاركة مع منتخب البرازيل في بطولة كأس كوبا أمريكا 2007 التي أقيمت في فنزويلا وتوج فيها بطلا ولكنه لم يلعب في أي مباراة.

## حياته الشخصية
ديانة اللاعب فريد هي المسيحية البروتستانتية.

## روابط خارجية
- فريديريكو تشافيز غويديس على موقع الاتحاد الدولي (مؤرشف)  (الإنجليزية)
- فريديريكو تشافيز غويديس على موقع الاتحاد الأوربي (الإنجليزية)
- فريديريكو تشافيز غويديس على موقع رابطة كرة القدم الفرنسية للمحترفين (الإنجليزية)
- فريديريكو تشافيز غويديس على موقع قاعدة بيانات كرة القدم.إي يو (الإنجليزية)
- فريديريكو تشافيز غويديس على موقع ليكيب (الفرنسية)
- فريديريكو تشافيز غويديس على موقع ناشيونال فوتبول تيمز (الإنجليزية)
- فريديريكو تشافيز غويديس على موقع Soccerway.com (الإنجليزية)
- فريديريكو تشافيز غويديس على موقع عالم كرة القدم.نت (الإنجليزية)
- فريديريكو تشافيز غويديس على موقع AS.com (الإسبانية)